# 宗教多元主义

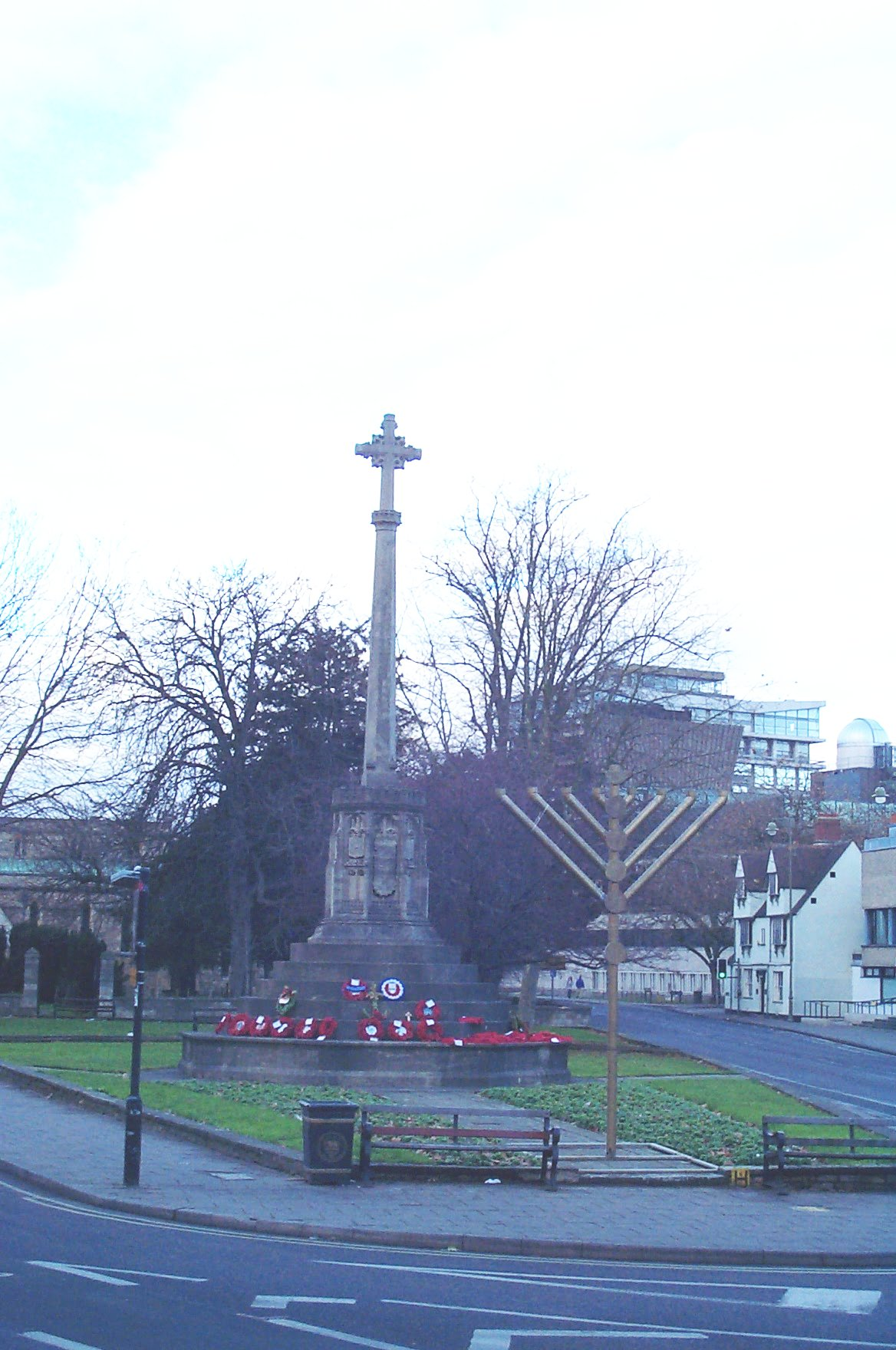
位於英格蘭牛津聖吉爾北端的戰爭紀念碑上，英格蘭教會/基督宗教的十字架與猶太教的聖殿燈台並存。

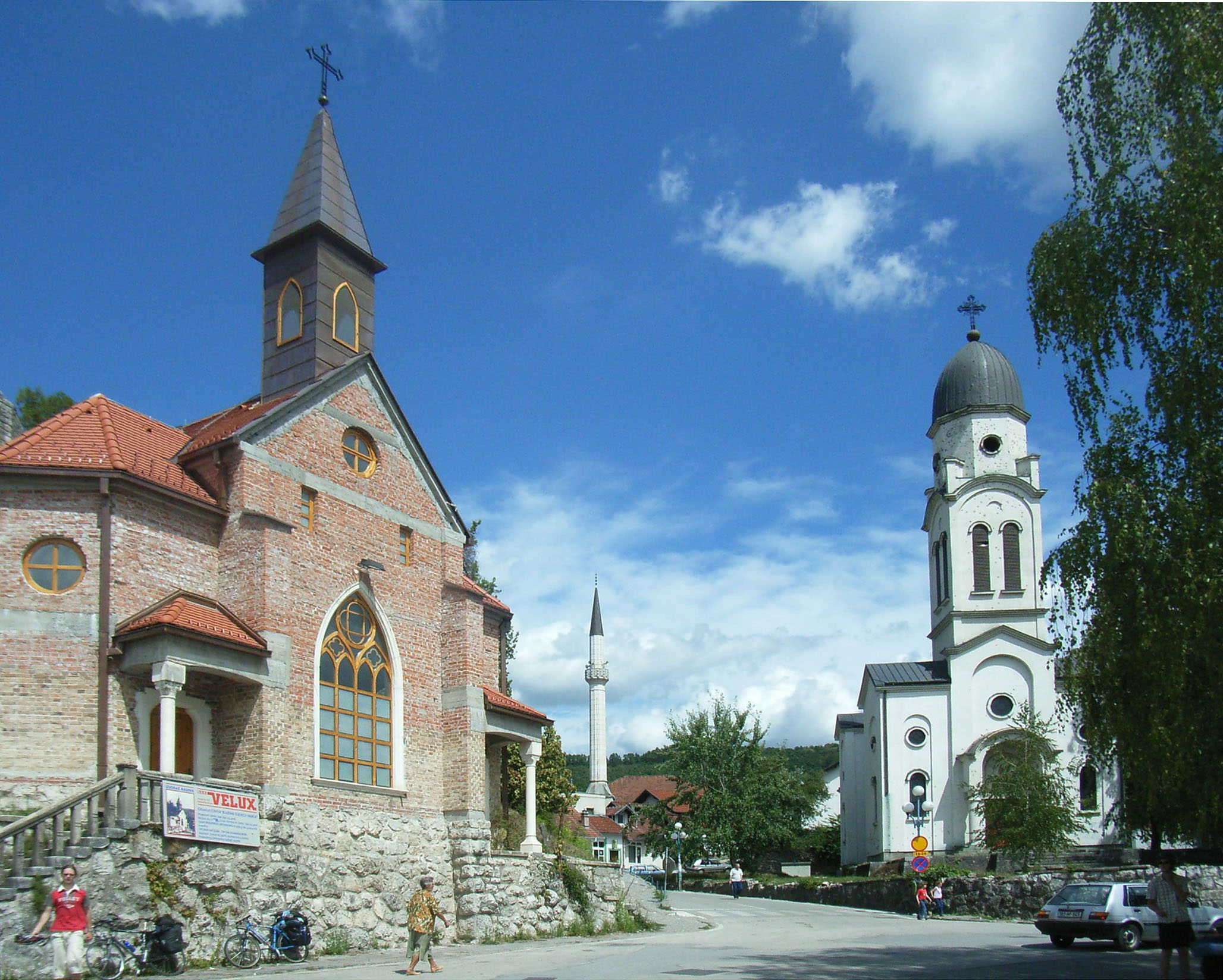
位於波士尼亞與赫塞哥維納波士尼亞克魯帕的天主教堂、清真寺與塞爾維亞東正教堂和平共處。

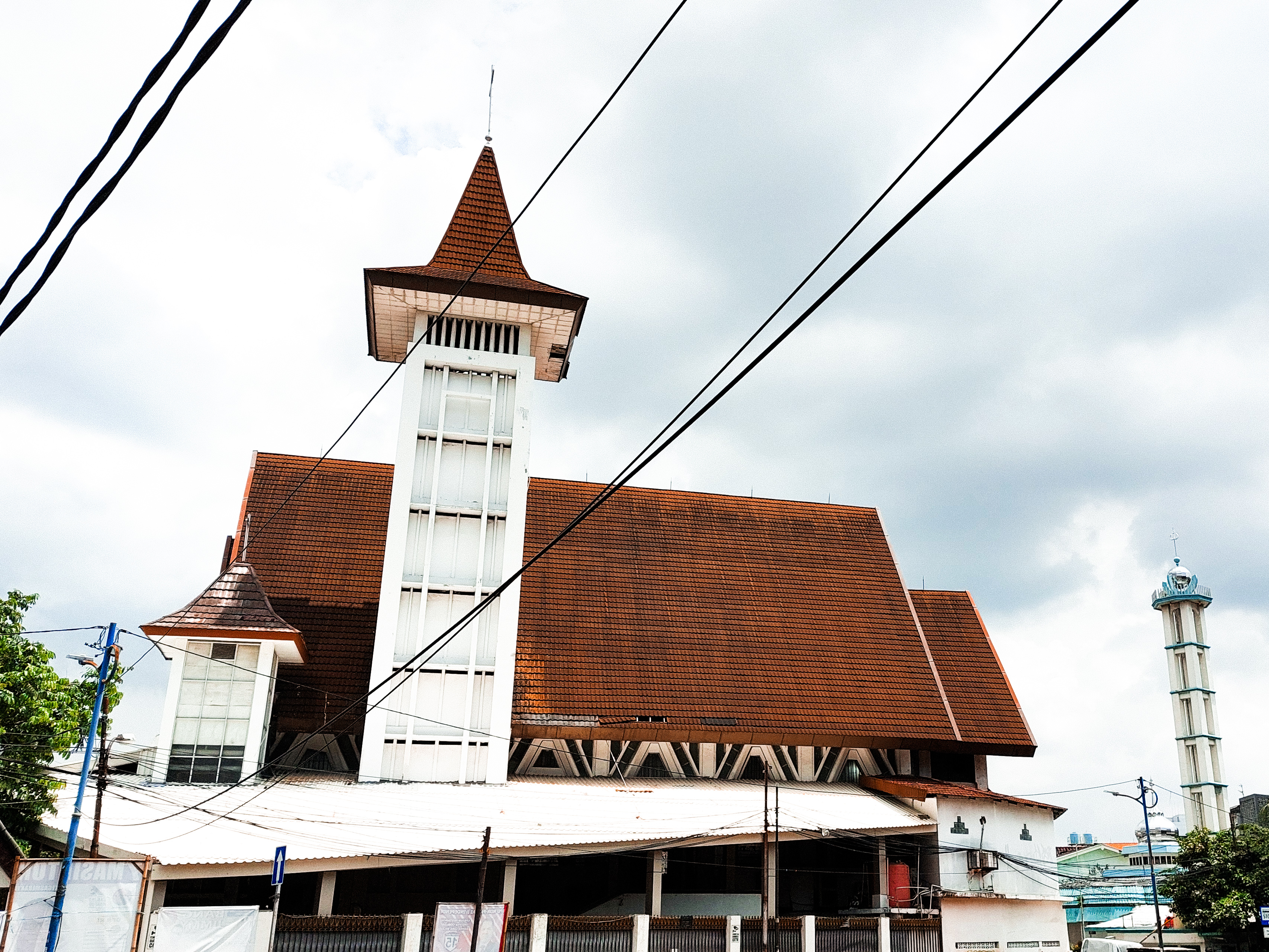
位於印尼雅加達的巴塔克基督新教教堂緊鄰阿爾伊斯提哈拉清真寺而建，展現宗教間的包容與和諧。

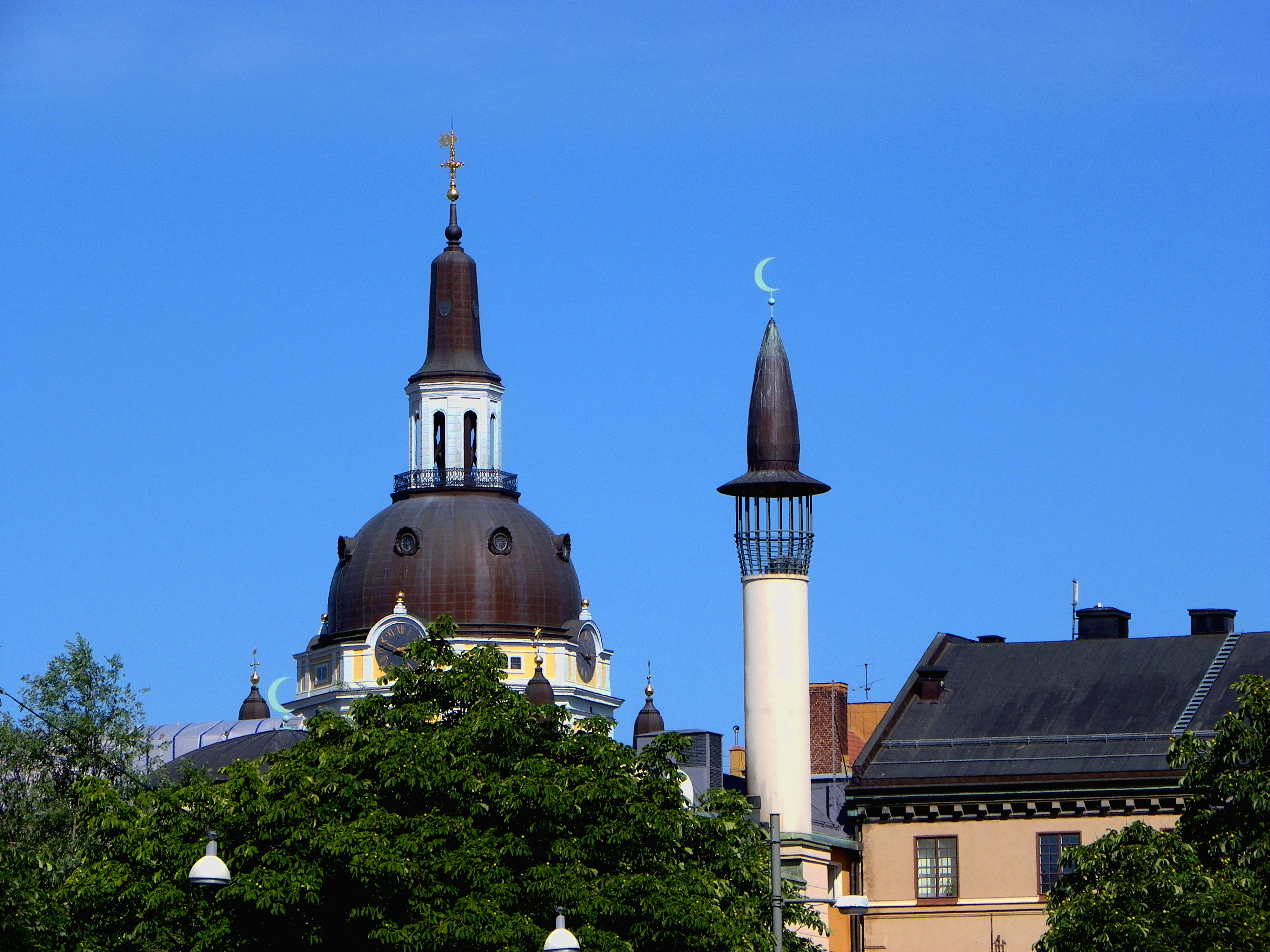
在瑞典的宗教共存：
卡塔琳娜教堂與斯德哥爾摩清真寺的叫拜樓並立而存。

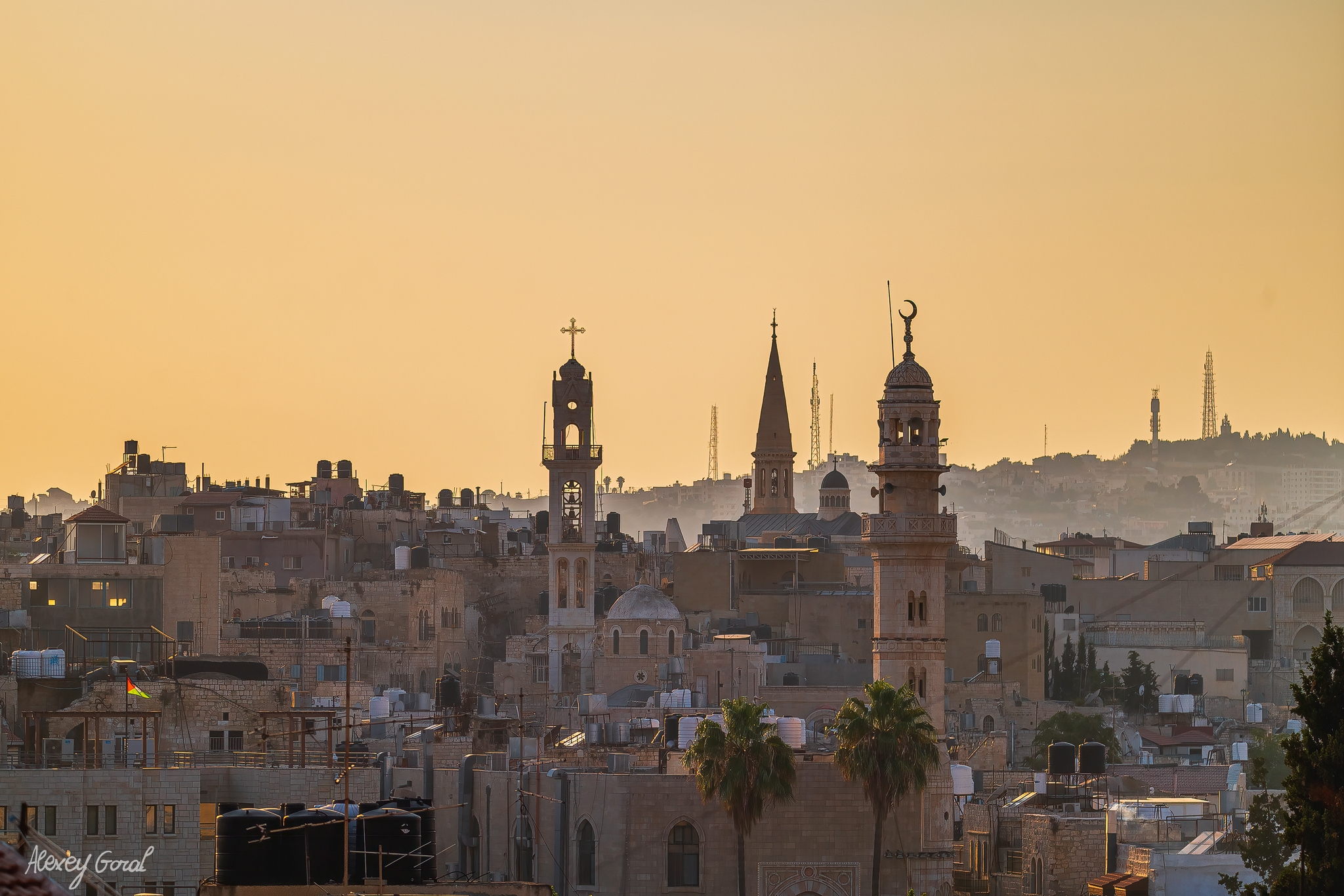
巴勒斯坦伯利恆的天際線中，可見奧馬爾清真寺、信義宗聖誕教堂與慈幼會耶穌聖心堂共同存在。

宗教多元主義（Religious pluralism）是一種態度或政策，指社會中多種不同宗教信念共存的現象。宗教多元主義可以包含下列一個或多個層面：
- 承認並寬容一個社會或國家內的宗教多樣性，提倡宗教自由；將世俗主義定義為國家或無宗派組織在宗教議題上採取中立態度，而非反對宗教進入公共論壇或公共空間等可自由表達之場所；同時提倡國家與宗教之間友善的政教分離，而非其他形式的世俗主義所採取具敵意的政教分離或反神論。
- 泛指宗教包容主義（Inclusivism）的各種形式。其中一種觀點認為，自身的宗教並非唯一且排他的真理來源，並因此承認其他宗教中至少也包含某些真理和真正的價值。另一種觀點則認為，即便兩個或多個宗教的真理聲稱相互矛盾，它們依然同樣有效；此一觀點可能被視作寬容（一個源自歐洲宗教戰爭的概念）或道德相對主義的一種形式。
- 永恆主義（Perennialism，源自「長青哲學」)是一種認為不同宗教所主張的排他性真理，經過深入考察後，最終皆被視為自古以來就已傳授的普遍真理之不同表達。部分永恆主義者是接受宗教普世主義（Universalism）並擁護宗教融合的觀點，但傳統主義學派（Traditionalist School）則拒絕宗教融合，主張歷史上「正統的」信仰傳統具有重要性。
- 有時作為合一運動（Ecumenism）的同義詞，意指促進不同宗教之間，或同一宗教內不同宗派之間的團結、合作以及更深入的相互理解。
- 也可作為一個專業術語，指稱不同宗教或宗派的信徒之間和平共存的狀態。

## 定義與範圍

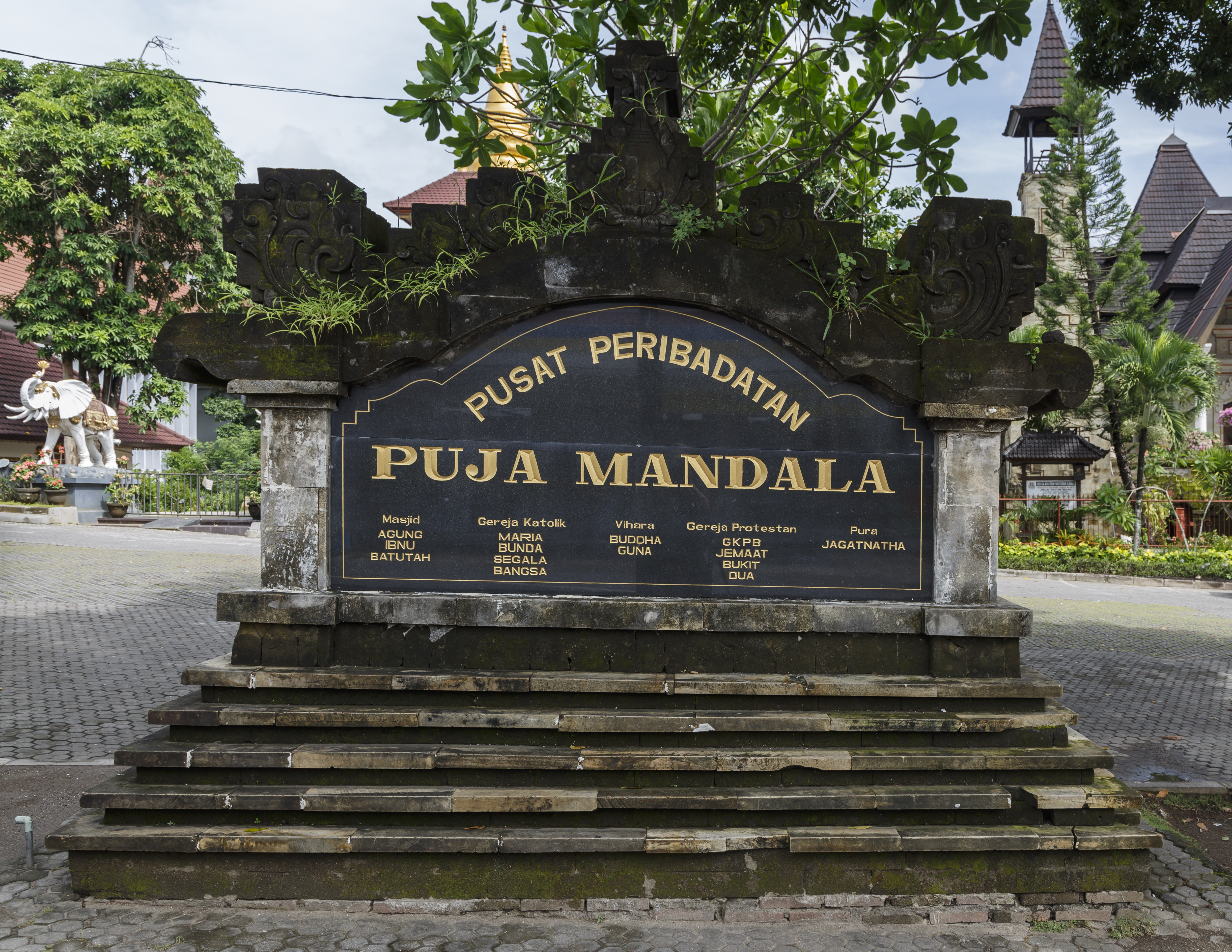
Puja Mandala，位於印尼峇里島庫塔的宗教場所，象徵該地對宗教多元的包容與寬容

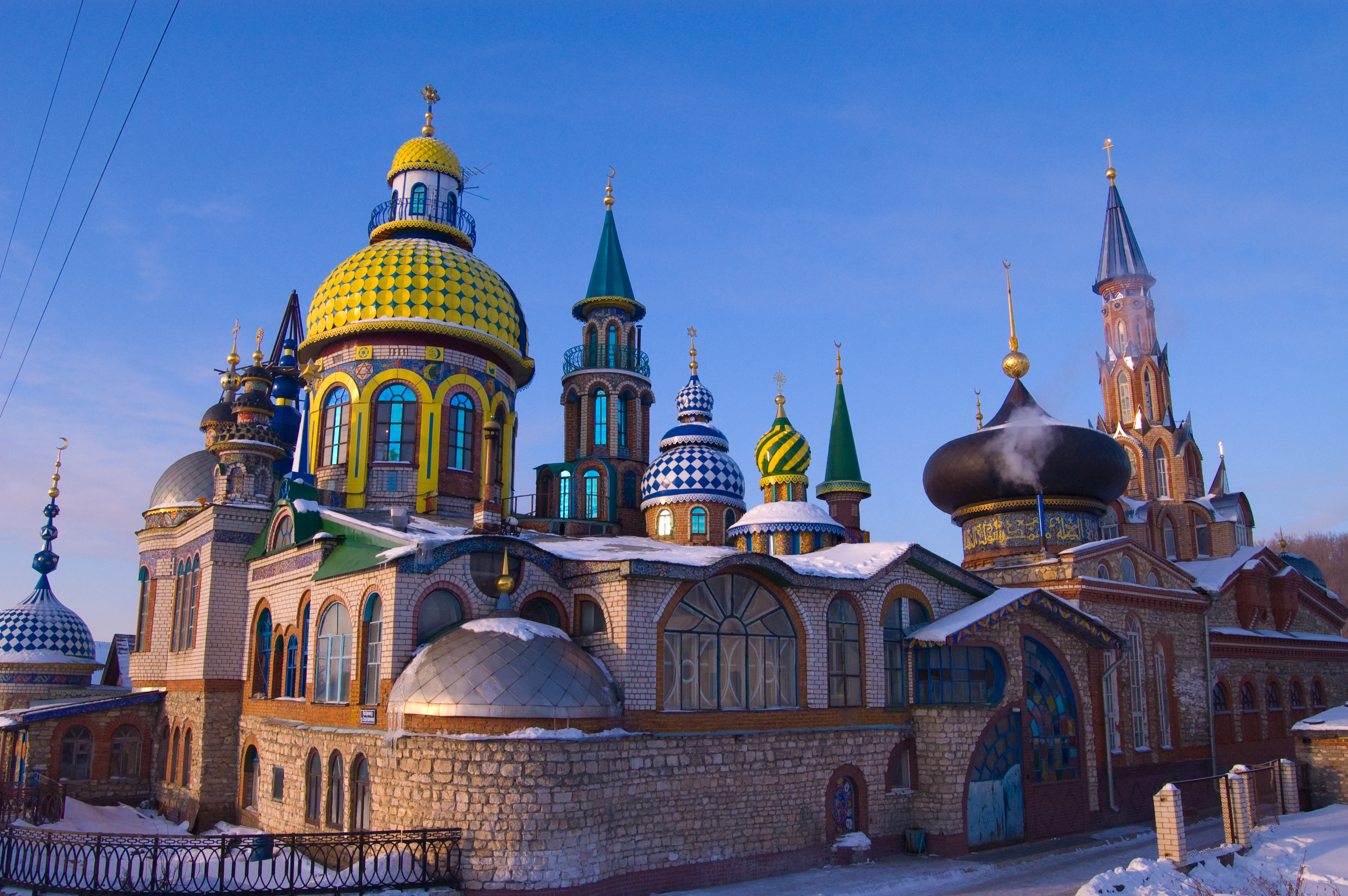
位於俄羅斯喀山的萬教之廟（Temple of All Religions）

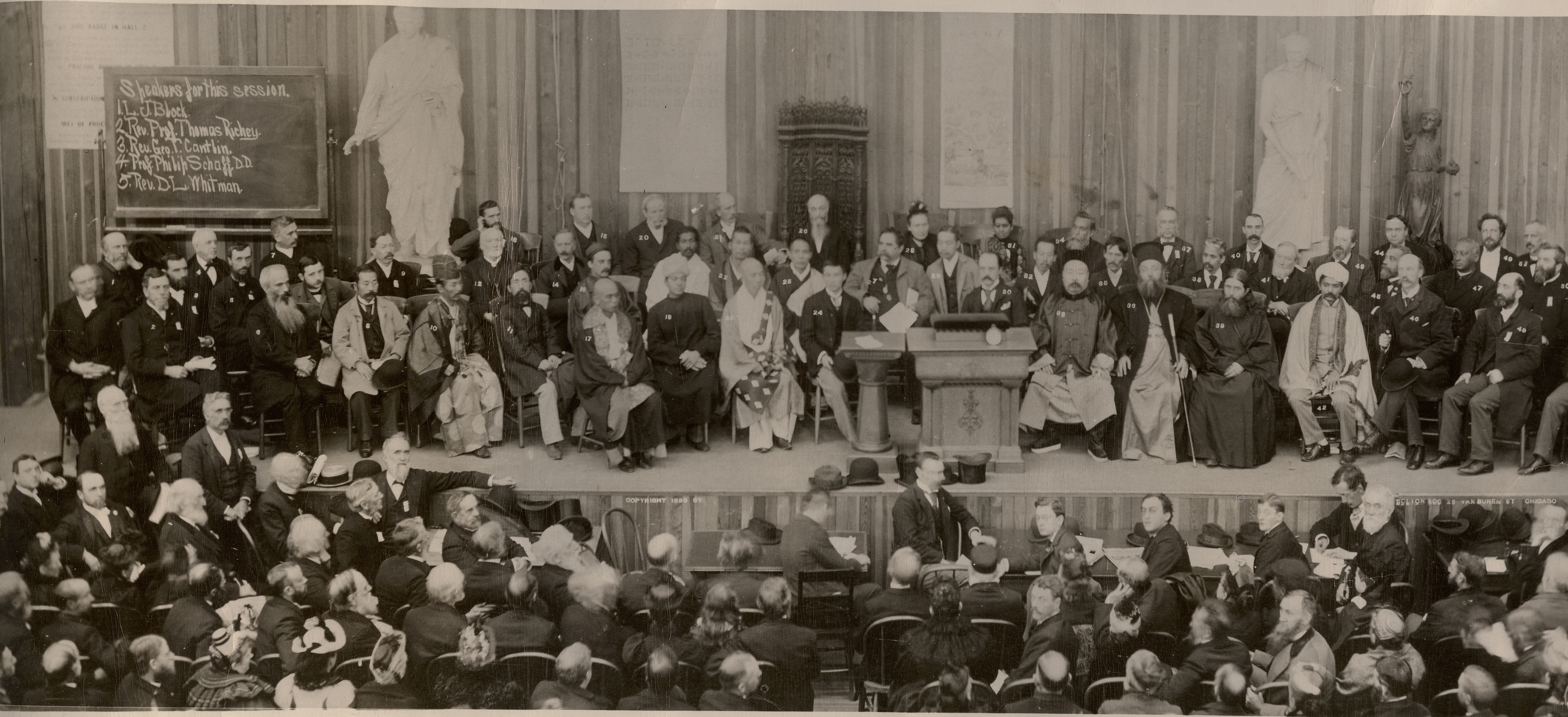
1893年在芝加哥舉辦的世界宗教議會

宗教多元主義，借用一篇近期學術論文的標題來說，其意涵超越了單純的寬容。 Chris Beneke在其著作《超越寬容：美國多元主義的宗教起源》中，透過18世紀末美國的情況來說明宗教寬容與宗教多元主義之間的差異。到了1730年代，大多數殖民地中的宗教少數群體已經獲得當時人們所謂的宗教寬容：「寬容政策免除了宗教少數群體一些身體上的懲罰與經濟負擔，但並未使他們免於偏見與排斥的羞辱，也未使他們獲得平等。那些被『寬容』的群體，仍可能被排除於公職、軍職與大學職位之外。」 簡而言之，宗教寬容只是不再有宗教迫害，並不一定能消除宗教歧視。然而，在接下來的數十年間，北美十三州|北美十三殖民地]]發生了非比尋常的轉變 —— 至少從「十八世紀晚期的視角」來看是如此。 殖民地政府逐步擴大原本的宗教寬容政策，但在1760年代至1780年代之間，他們將其取而代之為「通常被稱作宗教自由」的體制。
Mark Silk在〈界定美國宗教多元主義：區域分析〉一文中指出，宗教多元主義「使一個由不同信仰者組成的國家，能夠在不發生宗派戰爭或迫害宗教少數的前提下共存。此一概念在不同時間與地區有不同理解，本質上是一種文化建構，體現了該國各宗教團體彼此之間，以及與整個國家之間如何互動的共同觀念。」
宗教多元主義可被定義為「尊重他者的他者性」。 宗教自由意味著所有在特定區域內依法行事的宗教都有活動的權利。排外主義主張，只有他們的信仰是通往救贖和宗教真理的唯一道路，甚至有些人認為應該壓制其他宗教所教導的謬誤。一些新教教派強烈反對羅馬天主教，而各種基要主義基督徒也宣稱異教與巫術等宗教實踐具有危害性。這種態度在啟蒙時代之前普遍存在，並且影響至今的政府政策。例如，沙烏地阿拉伯不保障宗教自由，該國的非穆斯林人口常面臨基於宗教的歧視與逮捕風險。當然，許多宗教團體長期致力於和平、公義與發展的建設，而在世俗背景下出現的建設和平領域也促使宗教團體將其和平建設與跨宗教合作的工作進行系統化和制度化。天主教會長期致力於發展與減貧、人權、團結與和平，而在第二次世界大戰後，更進一步發展出具體工具並應用於衝突轉化的實踐。
當某一宗教或教派以特殊權利而剝奪其他宗教的權利時，會削弱宗教多元主義。在歐洲，這種情形曾出現在《拉特朗條約》與英國國教會上。到了現代，許多伊斯蘭國家制定法律，將出生於穆斯林家庭的人放棄伊斯蘭教視為是犯罪行為，並禁止非穆斯林進入清真寺，同時禁止在其國境內興建教堂、猶太會堂或寺廟。
相對主義（認為所有宗教在價值上均等，無一擁有絕對真理）是宗教包容主義的一種極端形式。 同樣地，混合主義，即試圖採納其他宗教的信條或習俗，甚至將不同宗教的教義或習俗融合為一種新信仰，也是跨宗教對話的一種極端形式。。但混合主義不可與合一運動相混淆，後者旨在拉近、乃至最終統合源自共同起源卻因分裂而分立的各個宗派。

## 歷史

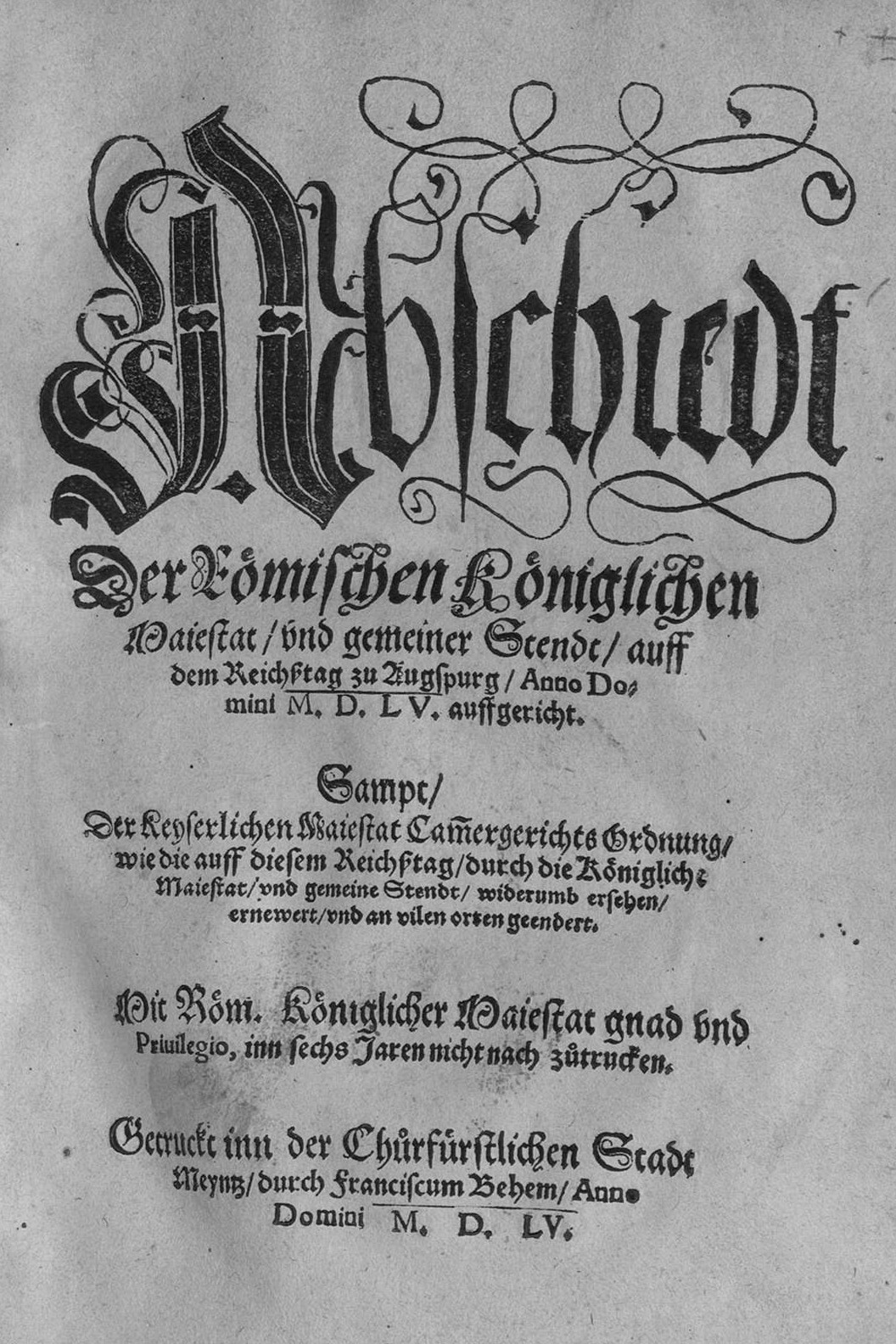
1555年奧格斯堡和約的封面，該條約承認了神聖羅馬帝國內兩個不同的教會

文化和宗教多元主義有著悠久的歷史，從古代一直延續到當代的後現代趨勢。
德國宗教哲學家路德維希·費爾巴哈和恩斯特·特勒爾奇認為，亞洲宗教傳統，特別是印度教和佛教，是宗教多元主義和賦予個體選擇信仰自由的最早倡導者，並且允許在其內發展個人化的宗教觀點（參見佛教與印度教的關係）；耆那教，另一個古代印度宗教，以及道教也始終保持包容性，並且長期以來都支持宗教多元主義，容許那些不同意其宗教觀點的人持有不同的信仰。歐洲的啟蒙時代在法國大革命後引發了一場關於宗教的徹底變革（自由主義，民主，公民和政治權利，思想自由，政教分離，世俗化），隨著宗教多元主義的接受度上升和基督教的衰退。根據查德·梅斯特（Chad Meister）的說法，自18世紀以來，西方思想中的這些多元主義趨勢使主流的基督教和猶太教更加接近亞洲的哲學多元主義和宗教寬容觀念。
1. ↑   [阿爾伊斯提哈拉清真寺與HKBP Kernolong教堂比鄰而建，是印尼維護宗教和諧的寫照]. tribunnews.com. 2020年12月25日 （印度尼西亚语）.
2. ↑  . antaranews.com. 17 March 2023  [5 October 2024] （印度尼西亚语）.
3. ↑  Grimshaw, Mike. . Khazanah Theologia. 2023-01-11, 5 (1): 71–86. ISSN 2715-9701. doi:10.15575/kt.v5i1.20508  （英语）.
4. 1 2 3  Beneke 2006，第6頁.
5. ↑  Beneke 2006，第5頁.
6. ↑  Silk, Mark.  612. July 2007: 64–81.
7. ↑  Grimshaw, Mike. . Khazanah Theologia. 2023-01-11, 5 (1): 71–86  [2025-03-30]. ISSN 2715-9701. S2CID 256164273. doi:10.15575/kt.v5i1.20508 . （原始内容存档于2025-01-12）.
8. ↑  Kazemzadeh, Hamed. . Internal Journal of Acpcs. January 2017.[]
9. ↑  Chad Meister (2010), The Oxford Handbook of Religious Diversity, Oxford University Press, ISBN 978-0-19534013-6, pp. 32–57
10. ↑  . CARM – The Christian Apologetics & Research Ministry. 21 January 2012  [2025-03-30]. （原始内容存档于2011-06-25）.
11. 1 2 3  Chad Meister (2010), The Oxford Handbook of Religious Diversity, 牛津大學出版社, ISBN 978-0195340136, 頁 62–72
12. ↑  Roof & McKinney (1985), "Denominational America and the new religious pluralism", The Annals of the American Academy of Political and Social Science, 480(1), 頁 24–38